# Someone in London
"Someone in London" é uma música inteiramente instrumental do primeiro álbum com o mesmo nome da banda de hard rock Godsmack. Ela é a única música no álbum em cuja composição o vocalista da banda, Sully Erna, não se envolveu, sendo escrita pelo guitarrista, Tony Rombola.
No começo da música, é dito "Mind the gap" (em português, "Lembre-se do buraco"). Isto é dito pelos engenheiros dos metrôs britânicos para que os passageiros não caiam no espaço entre o metrô e a estação durante o embarque ou desembarque.